# Національний заклад австралійського телескопа
Національний заклад австралійського телескопа (англ. Australia Telescope National Facility, ATNF) — інституція радіоастрономічних обсерваторій, які проводять радіоастрономічні дослідження в Австралії.

## Обсерваторії
Інституція Організації наукових і промислових досліджень Співдружності (CSIRO) керує чотирма обсерваторіями. Ці телескопи можна використовувати разом як радіоінтерферометр з наддовгою базою.
Радіотелескопи, що входять до Національного закладу австралійського телескопа:
- Компактна решітка Австралійського телескопа, Наррабрі[en], Новий Південний Уельс
- Обсерваторія Паркса, Паркс[en], Новий Південний Уельс
- Обсерваторія Мопра, Кунабарабран[en], Новий Південний Уельс
- ASKAP, Мерчисонська радіоастрономічна обсерваторія, Західна Австралія

Компактна решітка Австралійського телескопа
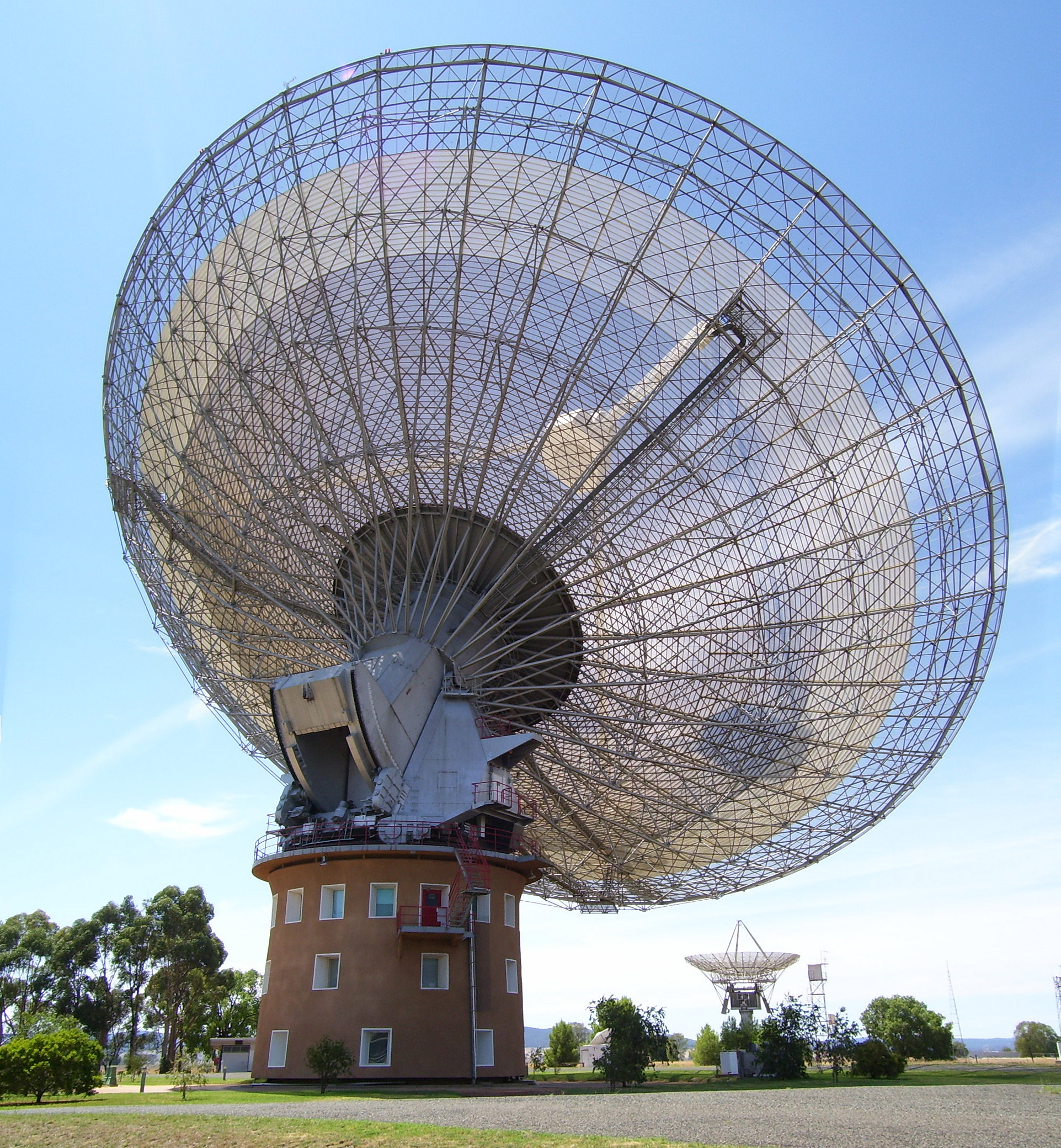
Обсерваторія Паркса
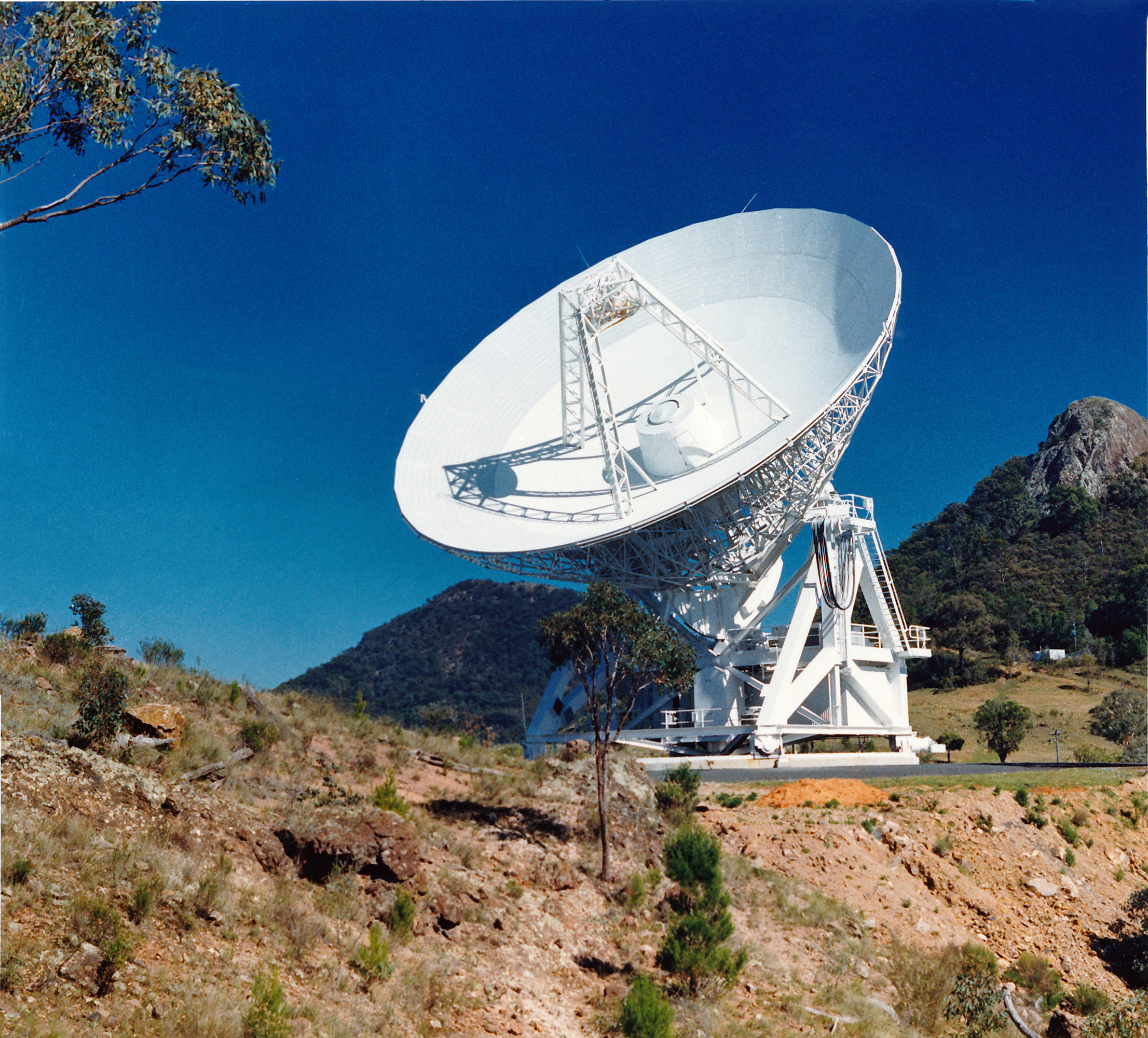
Обсерваторія Мопра
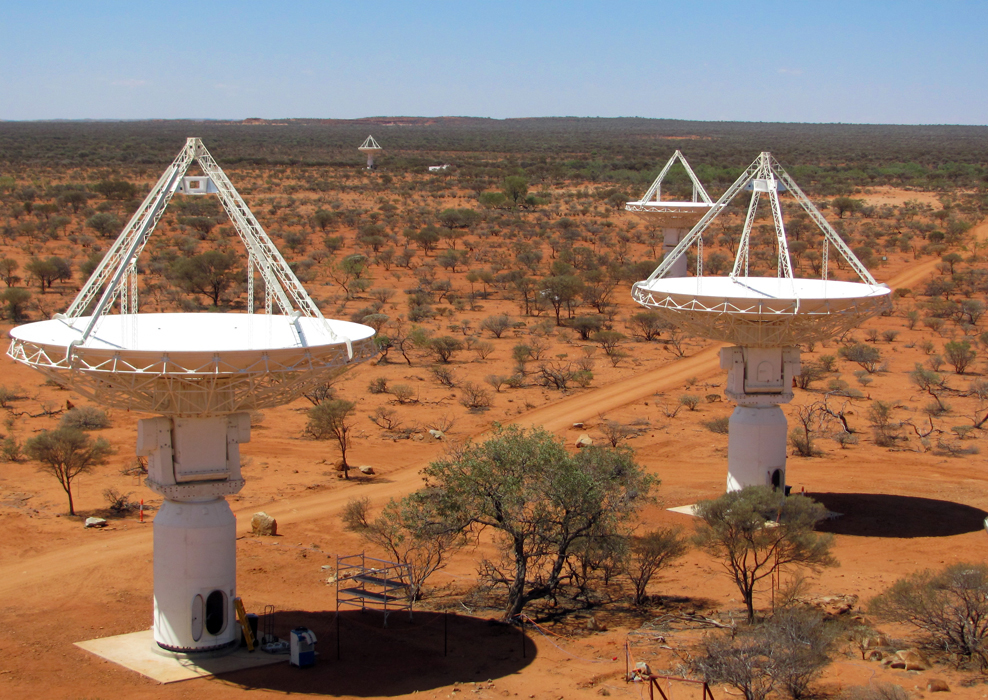
ASKAP